# Bringin' Home the Bacon
Pour plus de détails, voir Fiche technique et Distribution.
Bringin' Home the Bacon est un film américain réalisé par Richard Thorpe, sorti en 1924.

## Synopsis
Bill Winton, propriétaire d'un ranch, cherche à se faire beau pour gagner l'affection de Nancy. Ses ennemis prévoient d'attaquer une diligence, un de leurs hommes étant habillé comme lui. Il entend parler du complot et après s'être battu avec la bande les conduit auprès de la justice.

## Fiche technique
- Titre original : Bringin' Home the Bacon
- Réalisation : Richard Thorpe
- Scénario d'après la nouvelle Buckin' the Big Four de Christopher B. Booth
- Production exécutive : Lester F. Scott Jr.
- Société de production : Action Pictures
- Société de distribution : Weiss Brothers Artclass Pictures
- Pays de production :  États-Unis
- Langue originale : anglais
- Format : noir et blanc — 35 mm — 1,33:1 — Film muet
- Genre : Western
- Durée : 5 bobines - 1 426,46 m
- Date de sortie : 
  - États-Unis : 15 novembre 1924

## Distribution
- Jay Wilsey : Bill Winton
- Jean Arthur : Nancy Norton
- Bert Lindley : Joe Breed
- Lafe McKee : le juge Simpson
- George F. Marion : Noel Simms
- Wilbur McGaugh : Jim Allen
- Victor King : Rastus
- Laura Miskin : Bertha Abernathy
- Frank Ellis : le bandit